# Rue Vandenbussche
Pour les articles homonymes, voir Vandenbussche.
La rue Vandenbussche (en néerlandais : Vandenbusschestraat) est une rue bruxelloise de la commune de Schaerbeek qui va de l'avenue Rogier à l'avenue Général Eisenhower en passant par la rue Paul Devigne et l'avenue Jan Stobbaerts.

## Histoire et description
La rue porte le nom du peintre belge Jean-Emmanuel Van den Bussche, né à Anvers en 1837 et décédé à Watermael-Boitsfort en 1908.
La numérotation des habitations va de 1 à 49 pour le côté impair et de 6 à 58 pour le côté pair.

## Adresses notables
- no 9 : Maison construite en 1910 sur les plans de l’architecte Hubert Eggerickx.
- no 36 : SAS (Scholengemeenschap Annuntiaten Sint-Jan)

## Voies d'accès
- arrêt Bienfaiteurs du tram 25 (STIB)
- arrêt Bienfaiteurs du bus 65 (STIB)